# Arnau Pérez Orobitg
Arnau Pérez Orobitg   (1982) és pastor i poeta andorrà. Ha guanyat en dues ocasions el primer premi del Concurs de poesia Miquel Martí i Pol d'Andorra convocat per la Biblioteca Pública del Govern en la categoria de «Recull».

## Obra publicada
- Distàncies (Editorial Andorra, 2016, amb pròleg de Sam Abrams)[3]
- Xant de cabrota (Editorial Andorra, 2024, amb poemes i dibuixos de l'autor i partitures i gravats d'Arnau Obiols).